# Poul Petersen
Ne doit pas être confondu avec Poul Erik Petersen.
Pour les articles homonymes, voir Petersen.
Poul Eyvind Petersen, né le 11 avril 1921 à Copenhague et mort le 31 mai 1997 à Tisvildeleje, est un footballeur puis entraîneur de football danois.

## Biographie

### En sélection
Il est international danois (34 sélections) entre 1946 et 1952.

### Entraîneur
En tant qu'entraîneur, il dirige l'équipe du Danemark durant 47 matches entre 1962 et 1966. 